# Lin Jianzhang
Lin Jianzhang o Lin Chien-chang (林建章, Lín Jiànzhāng; Fuzhou, 1874 – 14 giugno 1940) è stato un ammiraglio e politico cinese, importante comandante delle flotte cinesi nella prima metà del XX secolo.

## Biografia
Lin nacque nel 1874 a Fuzhou nel Fujian e entrò nel 1891 all'Accademia navale Jiangnan di Nanchino, da dove uscì cinque anni dopo tra i primi laureati dell'Accademia. Entrò così nella Marina imperiale cinese, diventandone un importante ufficiale e ricevendo il comando di numerose corazzate. 
Quando scoppiò la Rivoluzione Xinhai nel 1911, Lin inizialmente osteggiò i ribelli di Sun Yat-sen e infatti si diresse a Wuhan per mettersi al servizio dell'esercito imperiale ma cambiò presto schieramento quando vide i terribili massacri perpetrati sui civili dai soldati Qing. 
  Raggiunse quindi Nanchino.

Qui egli dette prova del suo valore quando con la corazzata "Nanshen", di cui aveva preso il comando, e il suo equipaggio ribelle, risalendo il fiume, conquistò i forti in mano all'esercito imperiale situati sulle colline fuori dalla città.
Per questa sua azione eroica il Governo provvisorio della Repubblica di Cina glì assegnò il comando della corazzata Hai Rong, una delle principali navi della ancora semi-inesistente Marina della Repubblica di Cina.
Nel gennaio del 1913 fu promosso tenente colonnello e nell'agosto dello stesso anno colonnello.
Quando la Cina entrò nella prima guerra mondiale il 14 agosto 1917 fu incaricato dal presidente Feng Guozhang e dal primo ministro Duan Qirui di provvedere al trasporto dei lavoratori cinesi in Europa a sostegno della Triplice intesa. L'anno seguente fu incaricato anche di comandare le truppe cinesi inviate Siberia a sostegno dell'Armata Bianca contro l'Armata Rossa. Lin arrivò a Vladivostok con la Hai Rong dove allestì un'importante base per la Marina cinese. 
 Dopo la fine della guerra nel gennaio 1921 fu nominato ammiraglio della 1ª flotta cinese.
A causa dei suoi contrasti con il Governo Beiyang di Pechino Lin si dimise dalla sua carica e salpò per Shanghai dove per alcuni anni rimase come comandante di una flotta indipendente. Al comando della flotta repubblicana lo sostituì Du Xigui che tuttavia non obbedì agli ordini di reprimere l'ammutinamento e per questo si dimise. 
Du Xigui proprio nel 1924 per conto della Cricca di Zhili, inflisse una dura sconfitta alla flotta di Lin, che invece apparteneva alla Cricca di Anhui, e le fece perdere il controllo del mare di fronte a Shanghai.
Nonostante questo nel novembre dello stesso anno a causa del Colpo di Pechino del generale Feng Yuxiang contro il presidente Cao Kun importante esponente della Cricca di Zhili, Lin tornò sulla scena perché fu nominato Ministro della Marina nel nuovo governo di Duan Qirui, leader della Cricca di Anhui.
Lin rimase attivo nell'Alto Comando della Marina e quando si unì al Governo nazionalista di Chiang Kai-shek fu nominato consulente anziano del Dipartimento della Marina ma a quel punto si era ormai di fatto ritirato dalla politica. 
All'inizio della Seconda guerra sino-giapponese la terra dove Lin viveva fu conquistata dai giapponesi. Liang Hongzhi gli propose di unirsi al governo collaborazionista di Nanchino come Wang Jingwei ma Lin rifiutò.
Morì il 14 giugno 1940.